# Arzneimittelgesetz (Deutschland)
Das deutsche Arzneimittelgesetz (AMG) ist ein Gesetz des besonderen Verwaltungsrechts und regelt den Verkehr mit Arzneimitteln im Interesse einer ordnungsgemäßen und sicheren Arzneimittelversorgung der Menschen. Inhaltlich steht es nah (supplementär) zum Betäubungsmittelgesetz und dem Neue-psychoaktive-Stoffe-Gesetz. Die heute geltende Fassung des Arzneimittelgesetzes (entsprechend dem 1976 verabschiedeten Gesetz) löste das Arzneimittelgesetz aus dem Jahre 1961 weitgehend ab; § 99 AMG verweist allerdings noch auf dieses Gesetz. Es trat zu Beginn 1978 in Kraft.

## Inhalt
Das Arzneimittelgesetz von 1976 galt zunächst für Human- und Tierarzneimittel, seit Januar 2022 betrifft es ausschließlich Humanarzneimittel. Es ist in 18 Abschnitte gegliedert. Unter anderem wichtig sind folgende:
- Definition des Arzneimittelbegriffes und sonstige Begriffsbestimmungen
- Anforderungen an die Arzneimittel
- Herstellung von Arzneimitteln
- Zulassung und Registrierung von Fertigarzneimitteln
- Abgabe von Arzneimitteln
- Schutz des Menschen bei der klinischen Prüfung
- Sicherung und Kontrolle der Qualität
- Beobachtung, Sammlung und Auswertung von Arzneimittelrisiken
- Überwachung
- Haftung für Arzneimittelschäden

Das Arzneimittelgesetz dient als gesetzliche Grundlage für den Schutz der Gesundheit der Bevölkerung insbesondere durch die hohen Anforderungen an die Sorgfalt im Umgang mit Arzneimitteln durch die Pharmaindustrie, Apotheker und Ärzte. Dies betrifft vor allem die Belange Herstellung, Inverkehrbringung, Prüfung, Verschreibung, Aufklärung über und Abgabe von Arzneimitteln. Verstöße gegen das AMG werden teils als Ordnungswidrigkeiten, teils als Straftaten geahndet (siehe §§ 95 ff.). Es ist daher zum Nebenstrafrecht zu rechnen.
Neueren Aspekten, insbesondere der Bedeutung von bestimmten Präparaten im Sport („Doping“), trägt das Gesetz Rechnung, indem es die Anwendung von Dopingmitteln (§ 6a), die auf einer durch das Bundesministerium des Innern und für Heimat zu erlassenden Rechtsverordnung basierenden Liste verboten sind, unter Strafe stellt (§ 95).
Das Arzneimittelgesetz regelt in den §§ 84 ff. auch die Verantwortlichkeit für Arzneimittelschäden, die als Gefährdungshaftung ausgestaltet ist und seit der Novellierung durch das Schadensersatzrechtsänderungsgesetz von 2002 besondere Beweiserleichterungen für den Kausalzusammenhang vorsieht.
In Umsetzung europäischer Regelungen (vgl. auch Richtlinie 2001/83/EG) ermöglicht das AMG für bestimmte homöopathische Arzneimittel und für traditionelle pflanzliche Arzneimittel ein vereinfachtes Registrierungsverfahren. In diesem sind lediglich die Qualität und Unbedenklichkeit des Arzneimittels, jedoch nicht die medizinische Wirksamkeit nachzuweisen.
Das Arzneimittelgesetz behandelt nicht sozialrechtliche Belange (Erstattungsfähigkeit) oder wirtschaftliche Interessen der Pharmaindustrie.

## Geschichte
Bis 1961 gab es in Deutschland kein eigenes Arzneimittelgesetz, sondern Teile des Arzneimittelrechts wurden durch verschiedene Vorschriften geregelt, die in einer Vielzahl von Gesetzen und Verordnungen verteilt waren. 1928, 1931, 1933 und 1938 gab es die ersten Entwürfe für ein Arzneimittelgesetz, sie wurden jedoch nicht umgesetzt. In der DDR wurde 1964 ein Arzneimittelgesetz eingeführt. Erste Vorläufer dazu wurden 1947 in Mecklenburg und 1948 in Sachsen-Anhalt und Thüringen erlassen.

### Arzneimittelgesetz von 1961
Die Römischen Verträge zur Angleichung der europäischen Rechtsvorschriften forderten ein nationales Arzneimittelrecht, über das Deutschland als einziges Mitglied der Europäischen Wirtschaftsgemeinschaft (EWG) nicht verfügte. Deshalb errichtete die Bundesregierung am 14. November 1961 als letztes EWG-Land ein Gesundheitsministerium. Erste Gesundheitsministerin wurde Elisabeth Schwarzhaupt (CDU).
Das AMG von 1961 enthielt keine Verpflichtung der Prüfung von Wirksamkeit und Sicherheit der Medikamente, sondern sah nur eine Registrierung vor. Die Medikamente sollten nicht vom Bundesgesundheitsamt geprüft werden, sondern bei der Verwendung von Stoffen, deren Wirksamkeit nicht „allgemein bekannt“ sei, sollte ein Bericht über die Art und Ausmaße festgestellter Nebenwirkungen beigelegt werden. Dadurch sollten Verzögerungen bei der Registrierung vermieden werden, um deutsche Unternehmen im internationalen Wettbewerb konkurrenzfähig zu halten. Auch hinsichtlich der Wirksamkeit sollte die Verantwortung beim Hersteller liegen. Es wurden nur „Ärztliche Prüfungen“, nicht aber Klinische Prüfungen für neue Arzneimittel verlangt.
1964 wurde der § 21 um zwei Absätze 1a und 1b ergänzt, die die Prüfung der Arzneimittel durch vorklinische und klinische Studien vorschrieb. Die Hersteller mussten ab dann eine bedeutsame schriftliche Versicherung liefern, dass die Arznei entsprechend dem jeweiligen Stand der wissenschaftlichen Erkenntnisse ausreichend und sorgfältig geprüft worden sei.
Am 11. Juli 1971 gab Bundesgesundheitsministerin Käte Strobel die Richtlinie über die Prüfung von Arzneimitteln bekannt. Hierin wurden Grundsätze für die Pharmakologisch-toxikologische und Klinische Prüfung von Arzneimitteln festgelegt. Das Bundesgesundheitsamt wurde angewiesen, nur noch Arzneimittel zu registrieren, die nach der Richtlinie geprüft wurden.

### Neufassung von 1976
Seit den Contergan-Vorfällen, die ab November 1961 bekannt wurden, wurden Forderungen nach einer Verbesserung der Arzneimittelsicherheit lauter. Das gerade zuvor verabschiedete Arzneimittelgesetz vom 8. Februar 1961 wurde zwar bis 1971 insgesamt 17 Mal geändert, eine grundlegende Reform und damit eine neue Gesamtkonzeption wurden jedoch notwendig. Auf der Ebene der Europäischen Gemeinschaft war bereits 1965 eine Richtlinie für die Anforderungen an die Zulassung von Arzneimitteln festgelegt worden, deren Umsetzung in deutsches Recht einen ersten Schritt in der Schaffung eines europäischen Binnenmarktes für Arzneimittel darstellte.
Am 17. Juli 1974 wurde der Gesetzentwurf zur Neuordnung des Arzneimittelrechts einstimmig vom Bundeskabinett gebilligt. Am 18. Oktober 1974 gab der Bundesrat gemäß dem Gesetzgebungsverfahren eine erste Stellungnahme dazu ab. Anfang Januar 1975 stimmte die Bundesregierung in ihrer Gegenäußerung den meisten Verbesserungsvorschlägen des Bundesrates zu, einigen stimmte sie in modifizierter Fassung zu, wieder andere nahm sie nur zur Kenntnis.

#### Kerninhalte
Das neue Gesetz hat folgende Kerninhalte.
- Festschreibung eines Zulassungsverfahrens mit dem Nachweis von Qualität, Wirksamkeit und Unbedenklichkeit.
- Der Begriff „Arzneispezialität“ wird ersetzt durch „Fertigarzneimittel“, definiert als ein im Voraus hergestelltes und in einer zur Abgabe an den Verbraucher bestimmten Packung in den Verkehr gebrachtes Arzneimittel. Die zuvor nicht einmal registrierungspflichtigen Generika sind den ehemals „Arzneispezialitäten“ genannten Fertigarzneimitteln gleichgestellt und daher ebenfalls zulassungspflichtig.
- Für homöopathische Arzneimittel, die keine Wirkungen und Anwendungsgebiete benennen, wird das weniger strenge Verfahren der Registrierung beibehalten.
- An die Packungsbeilage und an die Kennzeichnung auf der Arzneimittelverpackung werden umfangreiche Anforderungen gestellt.
- Die Anforderungen an die Voraussetzung für die Erteilung der Herstellungserlaubnis sind strenger; die Betriebsstätte muss über geeignete Räumlichkeiten und Ausstattung (Gute Herstellpraxis, GMP) verfügen und es sind bestimmte personelle Verantwortlichkeiten erforderlich.
- Der Arzneimittelverkehr (Vertrieb, Abgabe) wird strenger reguliert und überwacht.
- Aufbau eines Informationssystems, um Arzneimittelrisiken zu sammeln, auszuwerten und Abwehrmaßnahmen ergreifen zu können (Stufenplanverfahren).
- Eine Gefährdungshaftung des pharmazeutischen Unternehmers unabhängig vom Verschulden. Dazu muss er eine Haftpflichtversicherung abschließen, damit mögliche Schadensersatzforderungen, die aus Schädigungen durch Arzneimittel entstehen können, abgedeckt sind.
- Da für Fertigarzneimittel ein klinischer Wirksamkeitsnachweis erforderlich ist, enthält das Gesetz Schutzvorschriften für Probanden und Patienten, die an den entsprechenden klinischen Prüfungen teilnehmen. Beispielsweise muss der pharmazeutische Unternehmer eine Probandenversicherung abschließen.

#### Besondere Therapierichtungen
Für den Marktzugang für Arzneimittel der „besonderen Therapierichtungen“ Homöopathie, Anthroposophische Medizin und Phytotherapie ist eine Zulassung notwendig, sofern das erleichterte bzw. vereinfachte Verfahren der Registrierung, das keinen Wirksamkeitsnachweis erfordert, nicht in Betracht kommt. Das Arzneimittelgesetz räumt ihnen dabei besondere Privilegien ein: So sind in der Entscheidung über die Erteilung bzw. Verlängerung einer Zulassung die „medizinischen Erfahrungen“ bzw. „die Besonderheiten“ dieser Therapierichtungen zu berücksichtigen („Binnenkonsens“). Zulassungen dürfen nicht ohne Beteiligung entsprechender, von der Zulassungsbehörde eigens eingerichteten, Kommissionen (Kommission C für anthroposophische Arzneimittel, Kommission D für homöopathische Arzneimittel und der Kommission E für pflanzliche Arzneimittel) versagt werden. Diese nationalen Besonderheiten basieren auf dem „Wissenschaftspluralismus“, zu dem sich der Gesetzgeber bekannte, um die „Monopolisierung einer herrschenden Lehre als verbindlicher ‚Stand der wissenschaftlichen Erkenntnisse‘“ zu vermeiden, und führten zu Kritik am Arzneimittelgesetz.

#### Nachzulassung
Fertigarzneimittel, die bereits vor 1978 im Markt waren, galten mit Inkrafttreten des neuen Gesetzes als „fiktiv zugelassen“, um weiterhin verkehrsfähig zu bleiben. Sie waren den zugelassenen Arzneimitteln rechtlich gleichgestellt mit der Auflage, dass sie sich innerhalb einer Übergangsfrist von zwölf Jahren dem neuen Zulassungsverfahren unterziehen mussten (Nachzulassung). Obwohl über AMG-Novellen Erleichterungen für die Nachzulassung geschaffen worden waren, lief die Bearbeitung schleppend und hatte zur Folge, dass 1997 immer noch eine Vielzahl von Nachzulassungsanträgen nicht abgeschlossen und die entsprechenden Mittel ohne Nachweis von Qualität, Wirksamkeit und Unbedenklichkeit im Markt waren. Die EU-Kommission strengte daher ein Vertragsverletzungsverfahren gegen die Bundesrepublik an, die die Umsetzungsfristen nicht eingehalten hatte und zudem nicht EU-rechtskonforme Nachzulassungsentscheidungen getroffen hatte. Die generöse Ausdehnung der „fiktiven Zulassung“ bis Ende 2004 musste gestrichen werden, für noch nicht abgeschlossene Nachzulassungsanträge wurde die Dokumentationspflicht verschärft. Die Bundesregierung verpflichtete sich, die Bearbeitung der Nachzulassungsanträge für die vom Erlass der EU-Kommission vom 21. Oktober 1998 betroffenen Altpräparate bis Ende 2005 abzuschließen. Obwohl die zuständige Behörde die Anträge fristgemäß beschied, sind nach wie vor (Stand Februar 2015) aufgrund laufender Auflagenbearbeitungen und Klageverfahren noch einige fiktiv zugelassene Arzneimittel im Markt.

#### AMG-Novellen
Bislang wurde das Gesetz von 1976 mehrfach novelliert. Im Wesentlichen handelte es sich dabei um Änderungen, die durch die Harmonisierung des Arzneimittelrechts in der europäischen Union erforderlich wurden. Daneben gab es Novellierungen um das erhöhte Verfahrensaufkommen (Zulassungsstau, Nachzulassung) beschleunigt bearbeiten zu können sowie zur Nachbesserung des Gesetzes, etwa wenn sich Regulierungen nicht bewährt hatten. Am 26. Oktober 2012 trat eine umfassende Novelle in Kraft. Die Schwerpunkte liegen in den Bereichen Pharmakovigilanz und Schutz vor Arzneimittelfälschungen.
Am 19. September 2012 hat das Bundeskabinett eine weitere Novelle des Arzneimittelgesetzes beschlossen. Insbesondere soll den Überwachungsbehörden ermöglicht werden, die Behandlungshäufigkeit mit Antibiotika in Tierhaltungsbetrieben zu beurteilen und darüber eine bundeseinheitliche Datenbank zu führen.

##### Marktzugang
Der Marktzugang für Arzneimittel aus EU-Mitgliedstaaten wurde mit der 7. AMG-Novelle (1998) durch die Einbeziehung zusätzlicher Verfahren in das Arzneimittelgesetz geschaffen. In Anpassung an europäische Regelungen werden Arzneimittel in Deutschland außer durch eine rein nationale Zulassung nun auch durch eine „EU-Zulassung“ (siehe Zentralisiertes Zulassungsverfahren) verkehrsfähig, ferner können die deutschen Zulassungsbehörden über das Verfahren der gegenseitigen Anerkennung eine zuvor in einem anderen EU-Land national erteilte Zulassung für den eigenen Markt akzeptieren. 2005 kam mit der 14. Novelle das Dezentralisierte Zulassungsverfahren zur Erlangung einer Vermarktungserlaubnis hinzu. Eine Zulassungsverlängerung muss der pharmazeutische Unternehmer nicht mehr wie bisher im 5-Jahres-Takt, sondern in der Regel nur noch einmal nach 5 Jahren beantragen, danach ist die Zulassung unbegrenzt gültig. Für nicht vermarktete Arzneimittel erlischt deren Zulassung nach 3 Jahren. Das Registrierungsverfahren für homöopathische Arzneimittel wurde durch die 5. Novelle (1994) und 14. Novelle (2005) durch die Umsetzung europäischer Richtlinien harmonisiert, mit der 14. Novelle kam ein Registrierungsverfahren für traditionell angewendete pflanzliche Arzneimittel hinzu.
Mit der 14. AMG-Novelle wurde auch das ausnahmsweise Inverkehrbringen von nicht zugelassenen Fertigarzneimitteln aus humanitären Erwägungen (Compassionate Use) rechtlich zulässig, da sie ausdrücklich von der Zulassungspflicht ausgenommen wurden.

##### Klinische Prüfung
Mit der 2. AMG Novelle (1986) wurde die klinische Prüfung der amtlichen Überwachung unterstellt: der pharmazeutische Unternehmer musste den Zulassungsbehörden zusätzlich zu den pharmakologisch-toxikologischen Unterlagen zum Arzneimittel auch einen Prüfplan über die klinische Studie vorlegen. Eine umfassende Neuregelung brachte die 12. AMG-Novelle (2004) mit der Umsetzung einer Vielzahl europäischer Richtlinien zur guten klinischen Praxis: die Anzeigepflicht gegenüber den Zulassungsbehörden wurde ersetzt durch ein Genehmigungsverfahren und eine Verordnungsermächtigung eingeführt, die umfangreiche Vorschriften in Form der Verordnung über die Anwendung der Guten Klinischen Praxis bei der Durchführung von klinischen Prüfungen mit Arzneimitteln zur Anwendung am Menschen (GCP-Verordnung) rechtsverbindlich machte. So ist nun beispielsweise neben den bislang vorzulegenden Unterlagen auch ein Dossier über die pharmazeutische Qualität des Prüfpräparates, ein so genanntes Investigational Medicinal Product Dossier (IMPD), mit dem Genehmigungsantrag einzureichen. Die Genehmigungsverfahren der Ethikkommissionen und der Zulassungsbehörden wurden entkoppelt. Für die Meldung von Verdachtsfällen zu unerwarteten schwerwiegenden Nebenwirkung an die zuständige deutsche Bundesoberbehörde bzw. die zuständigen Oberbehörden anderer EU-Mitgliedstaaten und an die Ethikkommissionen wurde ein elektronisches und standardisiertes Format vorgeschrieben. Auch müssen seit der 12. AMG-Novelle mit dem Zulassungsantrag Unterlagen über eine klinische Prüfung an Kindern bzw. Jugendlichen eingereicht werden, wenn ein Arzneimittel für diese zugelassen werden soll. Zuvor wurden die Ergebnisse klinischer Prüfungen an Erwachsenen einfach auf Kinder übertragen.

##### Pharmakovigilanz
Unter Pharmakovigilanz versteht man die laufende systematische Überwachung der Arzneimittelsicherheit im Sinne einer Sammlung und Erfassung von unerwünschten Arzneimittelwirkungen, um gegebenenfalls Maßnahmen zur Risikominimierung ergreifen zu können. Die Erstfassung des neuen Arzneimittelgesetzes verpflichtete die deutschen Zulassungsbehörden, Arzneimittelrisiken zentral zu erfassen und bei Bedarf entsprechende Abwehrmaßnahmen über das so genannte Stufenplanverfahren einzuleiten. Mit der 2. AMG-Novelle (1986) wurde die Funktion des Stufenplanbeauftragten geschaffen: ein pharmazeutischer Unternehmer muss eine entsprechend qualifizierte Person mit der Koordination des Beobachtens, Sammelns und Auswertens von Arzneimittelrisiken und der erforderlichen Zusammenarbeit mit den Behörden betrauen. 2004 wurden durch die 12. AMG-Novelle die Vorschriften zur Pharmakovigilanz durch Anpassung an europäisches Recht erweitert: der pharmazeutische Unternehmer wurde zur umfassenden Dokumentation und Meldung von Verdachtsfällen über Nebenwirkungen verpflichtet. Verdachtsfälle schwerwiegender Nebenwirkungen von Arzneimitteln müssen innerhalb bestimmter Fristen elektronisch in einem standardisierten Format an die zuständige deutsche Bundesoberbehörde übermittelt werden, was der Einspeisung in eine zentrale Datenbank bei der Europäischen Arzneimittelagentur dient (EudraVigilance). Auch muss der pharmazeutische Unternehmer der zuständigen Behörde in festgelegten Zeitabständen regelmäßig aktualisierte Berichte über die Unbedenklichkeit des Arzneimittels vorlegen. Vorschriften für die detaillierte Beschreibung eines Pharmakovigilanz- und Risikomanagement-Systems sowie die Verwendung einer international standardisierten medizinischen Terminologie (MedDRA) für die Übermittlung der Nebenwirkungsmeldungen waren über die 14. AMG-Novelle (2005) eingebrachte Neuerungen.
2012 setzte das Zweite Gesetz zur Änderung arzneimittelrechtlicher und anderer Vorschriften aus dem EU-Pharmapaket resultierende umfassende Änderungen („Pharmakovigilanzrichtlinie“) um, mit dem Ziel Arzneimittelrisiken schneller und besser zu erkennen und erforderliche Maßnahmen rasch umsetzen zu können.

##### Tierarzneimittel
Die Rechtsnormen für Tierarzneimittel sind seit dem 28. Januar 2022 aus dem Arzneimittelgesetz gestrichen. Hier gilt in der gesamten EU die Verordnung (EU) 2019/6 über Tierarzneimittel, in Deutschland ergänzt durch das Tierarzneimittelgesetz.

##### Regulierung der Antragsbearbeitung
Nach Inkrafttreten des neuen AMG waren die Kapazitäten der Zulassungsbehörde dem Antragsaufkommen nicht gewachsen; zusätzlich zu den Zulassungsanträgen für neue Arzneimittel kamen solche für Generika hinzu sowie eine Vielzahl von Nachzulassungsanträgen für die Altpräparate. Durch die Einbeziehung externer Gegensachverständiger in die Antragsbearbeitung (3. AMG-Novelle, 1988), die zeitliche Entzerrung der Nachzulassungsverfahren und Erleichterungen im Änderungsrecht für die Altarzneimittel (4. AMG-Novelle, 1990) sollte die Bearbeitung beschleunigt werden. Dennoch wurden bereits vier Jahre später mit der 5. AMG-Novelle (1994) neue Maßnahmen zur Beschleunigung der Nachzulassung angesetzt: das großzügige Änderungsrecht, das mehr behördliche Arbeit geschaffen als vermieden hatte, wurde wieder revidiert. Die Aufbereitungsarbeit der Zulassungskommissionen wurde eingestellt und stattdessen die Beweislast für Wirksamkeit und Unbedenklichkeit eines Arzneimittels völlig dem Antragsteller übertragen. Im Nachzulassungsverfahren wurden für Antragsteller die Mängelbeseitigungsfrist gekürzt und die Rechtsmittel gegen Nachzulassungsentscheidungen beschnitten. Für traditionell angewendete Arzneimittel wurden erleichterte Nachzulassungsbedingungen geschaffen. Pharmazeutischen Unternehmern, die bis zu einem Stichtag zusagten ihren Nachzulassungsantrag zurückzuziehen, wurde ein Abverkauf bis Ende 2004 eingeräumt. Nachdem die EU-Kommission 1998 gerügt hatte, dass einige der eingeführten Maßnahmen nicht konform mit dem EU-Recht waren, wurden sie mit der 10. AMG-Novelle (2000) wieder abgeschafft, im Gegenzug wurde die Mängelbeseitigungsfrist weiter verkürzt. Ebenfalls bedingt durch die 10. AMG-Novelle mussten fiktive Arzneimittel (Altarzneimittel) als solche gekennzeichnet werden („Dieses Arzneimittel ist nach den gesetzlichen Übergangsvorschriften im Verkehr. Die behördliche Prüfung auf pharmazeutische Qualität, Wirksamkeit und Unbedenklichkeit ist noch nicht abgeschlossen.“)

##### Sonstige Neuerungen
- Durch die 2. Novelle (1986) wurden die Angabe eines offenen Verfalldatums und die Fachinformation eingeführt.
- Mit der 5. AMG-Novelle (1994) wurde das Arzneibuch amtlich.
- In der 7. AMG-Novelle (1998) finden sich erstmals direkte Verweise auf europäische Rechtsvorschriften, die dadurch national rechtsgültig werden, ohne dass dies eine Umsetzung erfordern würde.
- Die 9. Novelle (1999) diente der Errichtung eines Sondervertriebsweges für Arzneimittel zur Vornahme eines Schwangerschaftsabbruchs.
- Der Versandhandel mit apothekenpflichtigen Arzneimitteln erhielt mit der 12. AMG-Novelle (2004) eine rechtliche Basis, indem das aus der 8. AMG Novelle (1998) stammende generelle Verbot in ein Verbot mit Erlaubnisvorbehalt umgewandelt wurde.
- Der Arzneimittelname muss in Brailleschrift („Blindenschrift“) auf Arzneimittelpackungen aufgeprägt werden (12. AMG-Novelle, 2004).
- Arzneimittelfälschungen werden mit höheren Strafen bedroht (12. AMG-Novelle, 2004).
- Die 14. AMG-Novelle (2005) führte Ausnahmeregelungen für den Fall des Auftretens einer Pandemie ein.[14] Ferner regelte sie die Verschreibungspflicht neu. Die automatische Verschreibungspflicht für neue Stoffe entfiel, ebenso wie die automatische Entlassung aus der Verschreibungspflicht nach Fristablauf. Durch die Novelle ist die Verschreibungspflicht in einer Rechtsverordnung zu regeln und Arzneistoffe müssen aktiv vom Verordnungsgeber unter die Verschreibungspflicht gestellt oder daraus entlassen werden.[15]

## Rechtsverordnungen aufgrund einer Ermächtigung im AMG
Das Arzneimittelgesetz enthält zahlreiche Verordnungsermächtigungen und ist somit die gesetzliche Grundlage für viele verschiedene Rechtsverordnungen (Auswahl):
- Arzneimittel- und Wirkstoffherstellungsverordnung (AMWHV) (§ 54 AMG)
- Arzneimittelpreisverordnung (AMPreisV) (§ 78 AMG)
- Arzneimittelverschreibungsverordnung (AMVV) (§ 48 AMG)
- Arzneimittelwarnhinweisverordnung (AMWarnV) (§ 12 AMG)
- Dopingmittel-Mengen-Verordnung (DmMV) (§ 6a AMG)
- GCP-Verordnung (GCP-V) (§ 12, 42 AMG)
- Verordnung über Standardzulassungen von Arzneimitteln (StandZV) (§ 36 AMG)
- Arzneimittelprüfrichtlinien-Verordnung (AMPV) (§ 26 Abs. 1 AMG)